# Campionati canadesi di sci alpino 2002
I Campionati canadesi di sci alpino 2002 si sono svolti a Whistler dal 14 al 20 marzo. Il programma ha incluso gare di discesa libera, supergigante, slalom gigante e slalom speciale, tutte sia maschili sia femminili.
Trattandosi di competizioni valide anche ai fini del punteggio FIS, vi hanno partecipato anche sciatori di altre federazioni, senza che questo consentisse loro di concorrere al titolo nazionale canadese.

## Risultati

### Uomini

#### Discesa libera
| Pos. | Atleta                 | Nazione | Tempo   |
| ---- | ---------------------- | ------- | ------- |
| 1    | Erik Guay              | Canada  | 1:45,96 |
| 2    | Darin McBeath          | Canada  | 1:46,26 |
| 3    | Jeff Hume              | Canada  | 1:47,75 |
| 4    | Ed Podivinsky          | Canada  | 1:47,88 |
| 5    | François Bourque       | Canada  | 1:48,00 |
| 6    | Sean Cochrane          | Canada  | 1:48,07 |
| 7    | Manuel Osborne-Paradis | Canada  | 1:48,16 |
| 8    | James Finlayson        | Canada  | 1:48,26 |
| 9    | Cameron Barnes         | Canada  | 1:48,40 |
| 10   | Jean-Philippe Roy      | Canada  | 1:48,56 |

Data: 18 marzo

#### Supergigante
| Pos. | Atleta            | Nazione | Tempo   |
| ---- | ----------------- | ------- | ------- |
| 1    | Erik Guay         | Canada  | 1:27,32 |
| 2    | Darin McBeath     | Canada  | 1:27,56 |
| 3    | Thomas Grandi     | Canada  | 1:28,02 |
| 4    | Jeff Hume         | Canada  | 1:28,22 |
| 5    | Cameron Culbert   | Canada  | 1:28,47 |
| 6    | Michael Janyk     | Canada  | 1:28,75 |
| 7    | Ryan Oughtred     | Canada  | 1:29,18 |
| 8    | Brian Bennett     | Canada  | 1:29,27 |
| 9    | Jean-Philippe Roy | Canada  | 1:29,33 |
| 10   | Paul Stutz        | Canada  | 1:29,71 |

Data: 16 marzo

#### Slalom gigante
| Pos. | Atleta            | Nazione | Tempo   |
| ---- | ----------------- | ------- | ------- |
| 1    | Jean-Philippe Roy | Canada  | 2:42,08 |
| 2    | Ryan Oughtred     | Canada  | 2:42,79 |
| 3    | Julien Cousineau  | Canada  | 2:43,27 |
| 4    | Michael Janyk     | Canada  | 2:46,10 |
| 5    | Ryan Semple       | Canada  | 2:46,64 |
| 6    | Scott Hume        | Canada  | 2:47,51 |
| 7    | Trevor Bruce      | Canada  | 2:47,69 |
| 8    | Cameron Barnes    | Canada  | 2:47,79 |
| 9    | Jonathan Gillham  | Canada  | 2:47,81 |
| 10   | John Kucera       | Canada  | 2:48,79 |

Data: 20 marzo

#### Slalom speciale
| Pos. | Atleta            | Nazione | Tempo   |
| ---- | ----------------- | ------- | ------- |
| 1    | Thomas Grandi     | Canada  | 1:30,80 |
| 2    | Jean-Philippe Roy | Canada  | 1:31,12 |
| 3    | Erik Guay         | Canada  | 1:31,29 |
| 4    | Michael Janyk     | Canada  | 1:32,10 |
| 5    | Scott Anderson    | Canada  | 1:32,77 |
| 6    | Brad Spence       | Canada  | 1:32,94 |
| 7    | Ryan Semple       | Canada  | 1:33,03 |
| 8    | Nick Zoricic      | Canada  | 1:33,25 |
| 9    | Patrick Biggs     | Canada  | 1:33,29 |
| 10   | Scott Hume        | Canada  | 1:33,57 |

Data: 14 marzo

### Donne

#### Discesa libera
| Pos. | Atleta                | Nazione | Tempo   |
| ---- | --------------------- | ------- | ------- |
| 1    | Anne-Marie LeFrançois | Canada  | 1:52,01 |
| 2    | Christina Risler      | Canada  | 1:54,48 |
| 3    | Sara-Maude Boucher    | Canada  | 1:55,39 |
| 4    | Gail Kelly            | Canada  | 1:55,53 |
| 5    | Yota Lambropoulos     | Canada  | 1:55,63 |
| 6    | Britt Janyk           | Canada  | 1:55,94 |
| 7    | Brigitte Acton        | Canada  | 1:56,17 |
| 8    | Sophie Splawinski     | Canada  | 1:56,20 |
| 9    | Sherry Lawrence       | Canada  | 1:57,01 |
| 10   | Katie Fukushima       | Canada  | 1:57,71 |

Data: 18 marzo

#### Supergigante
| Pos. | Atleta                | Nazione | Tempo   |
| ---- | --------------------- | ------- | ------- |
| 1    | Britt Janyk           | Canada  | 1:31,58 |
| 2    | Geneviève Simard      | Canada  | 1:31,87 |
| 3    | Anne-Marie LeFrançois | Canada  | 1:32,07 |
| 4    | Sophie Splawinski     | Canada  | 1:32,38 |
| 5    | Gail Kelly            | Canada  | 1:32,50 |
| 6    | Kelly VanderBeek      | Canada  | 1:32,79 |
| 7    | Sara-Maude Boucher    | Canada  | 1:33,15 |
| 8    | Christina Risler      | Canada  | 1:33,35 |
| 9    | Yota Lambropoulos     | Canada  | 1:33,59 |
| 10   | Sherry Lawrence       | Canada  | 1:34,22 |

Data: 16 marzo

#### Slalom gigante
| Pos. | Atleta             | Nazione  | Tempo   |
| ---- | ------------------ | -------- | ------- |
| 1    | Britt Janyk        | Canada   | 2:36,84 |
| 2    | Allison Forsyth    | Canada   | 2:37,80 |
| 2    | Geneviève Simard   | Canada   | 2:37,80 |
| 4    | Anna Prchal        | Canada   | 2:38,89 |
| 5    | Gail Kelly         | Canada   | 2:40,60 |
| 6    | Sara-Maude Boucher | Canada   | 2:41,56 |
| 7    | Reina Umehara      | Giappone | 2:42,33 |
| 8    | Julie Langevin     | Canada   | 2:42,78 |
| 9    | Émilie Desforges   | Canada   | 2:43,54 |
| 10   | Sophie Splawinski  | Canada   | 2:43,65 |

Data: 19 marzo

#### Slalom speciale
| Pos. | Atleta             | Nazione  | Tempo   |
| ---- | ------------------ | -------- | ------- |
| 1    | Geneviève Simard   | Canada   | 1:28,25 |
| 2    | Britt Janyk        | Canada   | 1:29,09 |
| 3    | Allison Forsyth    | Canada   | 1:29,13 |
| 4    | Sophie Splawinski  | Canada   | 1:29,63 |
| 5    | Sara-Maude Boucher | Canada   | 1:30,21 |
| 6    | Kelly VanderBeek   | Canada   | 1:30,30 |
| 7    | Anna Goodman       | Canada   | 1:30,51 |
| 8    | Anna Prchal        | Canada   | 1:30,79 |
| 9    | Émilie Desforges   | Canada   | 1:31,46 |
| 10   | Juri Takishita     | Giappone | 1:31,93 |

Data: 15 marzo